# 金子由実
金子 由実（かねこ ゆみ、1984年12月29日 - ）は、日本のフリーアナウンサー（無期限休業中）、TBSニュースバードの元キャスター。

## 来歴
山梨県出身。立教大学経済学部卒業。大学生の頃からキャスターを志望していたものの採用には至らず、卒業後には一般企業に入社した。
2009年、キャスト・プラス（後にTBSスパークルへ吸収合併）所属アナウンサーの柴山延子がTBSニュースバードのキャスターを降板するのに伴い、同事務所はニュースバードの新キャスター採用オーディションを実施。このオーディションに応募して採用された金子は同事務所所属となり、2010年1月23日にニュースバードの放送番組に初登場した。
3年近くキャスターを務めた後、2012年12月29日午前0時をもってニュースバードを卒業することを自身のブログで公表した。また同日午前3時の更新では、2013年4月からアメリカで生活することも明らかにした。以降フリーアナウンサーとしては無期限の休業状態となる。
渡米後、2013年4月からアリゾナ州に、2018年6月からオレゴン州に在住。

## 人物
動物好きで、犬を代々飼っている。犬種はマルチーズ。